# 黃瓚 (嘉靖進士)
黃瓚（1490年—1581年），字宗獻，號後溪，福建泉州府南安縣人，民籍，明朝政治人物。

## 生平
正德五年（1510年）庚午科福建鄉試第八十二名舉人，嘉靖二年（1523年）中式癸未科會試第一百四十五名，二甲第一百十名進士。授戶部廣東司主事，升浙江司員外郎、湖廣清吏司郎中，九年（1530年）出為贛州府知府，十一年（1532年）丁母憂。服闋，十四年（1535年）起為瓊州府知府，十七年（1538年）致仕，萬曆九年（1581年）卒於家。

## 家族
曾祖黃孟銘；祖父黃復祖；父黃邦胤，義官。母何氏。慈侍下。弟黃瑀、黃綸、黃統。第三子黃思近，嘉靖四十一年進士。